# Parlamentswahl in Israel 1951
- Maki: 5
- Mapam: 15
- mit Mapai verbündete arab. Listen: 5
- Mapai: 45
- MP: 4
- Allgemeine Zionisten: 20
- Jemenitische Vereinigung: 1
- Sepharden und Gemeinschaften des Orients: 2
- HaPo’el haMisrachi/HaMisrachi: 10
- Cherut: 8
- PAGI/Agudat Jisra’el: 5

Die zweite Parlamentswahl in Israel fand am 30. Juli 1951 statt, die erste Sitzung der neuen Knesset am 20. August 1951.

## Ergebnis
| Wahlberechtigte      | 924.885      |
| Abgegebene Stimmen   | 687.492      |
| Wahlbeteiligung      | 74,33 %      |
| Sperrklausel (1,0 %) | 6874 Stimmen |
| Stimmen pro Sitz     | 5692         |

| Partei                                                                   | Stimmen | %    | Sitze | +/- | Sitze1 |
| ------------------------------------------------------------------------ | ------- | ---- | ----- | --- | ------ |
| Mapai                                                                    | 256.456 | 37,3 | 45    | −1  | 47     |
| Zionim Klalijjim (Allgemeine Zionisten)                                  | 111.394 | 16,2 | 20    | +17 | 22     |
| Mapam                                                                    | 86.095  | 12,5 | 15    | −4  | 7      |
| HaPo’el haMisrachi                                                       | 46.347  | 6,8  | 8     | +1  | 7      |
| Cherut                                                                   | 45.651  | 6,6  | 8     | −6  | 8      |
| Maki                                                                     | 27.334  | 4,0  | 5     | +1  | 7      |
| Miflaga Progresivit (Progressive Partei)                                 | 22.171  | 3,2  | 4     | −1  | 4      |
| Demokratische Liste der arabischen Israelis                              | 16.370  | 2,4  | 3     | Neu | 3      |
| Aguddat Jisraʾel                                                         | 13.799  | 2,0  | 3     | +1  | 3      |
| Sfaradim weʿAdot Misrach (Sephardische und orientalische Gemeinschaften) | 12.002  | 1,8  | 2     | −2  | 3      |
| Poʿalei Aguddat Jisraʾel                                                 | 11.194  | 1,6  | 2     | −1  | 3      |
| HaMisrachi                                                               | 10.383  | 1,5  | 2     | −2  | 0      |
| Qidma weʿAvoda (Fortschritt und Arbeit)                                  | 8.067   | 1,2  | 1     | Neu | 2      |
| Hitʾachdut haTeimanim beJisraʾel (Jemenitische Vereinigung)              | 7.965   | 1,2  | 1     | 0   | 1      |
| Chaqlaʾut uFittuach (Entwicklung und Landwirtschaft)                     | 7.851   | 1,1  | 1     | Neu | 1      |
| Achdut haʿAvoda-Poʿalei Zion                                             | 0       | 0    | 0     | Neu | 4      |

Sitze1: Sitze am Ende der Legislaturperiode

## Regierungen
Die zweite Knesset war relativ instabil. Während ihrer Legislaturperiode gab es vier verschiedene Regierungen und zwei verschiedene Ministerpräsidenten.
- Kabinett David Ben-Gurion III
- Kabinett David Ben-Gurion IV
- Kabinett Mosche Scharet I
- Kabinett Mosche Scharet II